# ایسی تونه
ایسی تونه (ژاپنی: 戸根 一誓؛ زادهٔ ۲۲ مهٔ ۱۹۹۶) یک بازیکن فوتبال اهل ژاپن است.
از باشگاه‌هایی که در آن بازی کرده‌است می‌توان به باشگاه فوتبال کاتالر تویاما اشاره کرد.